# فینال جام در جام اروپا ۱۹۸۲

ترکیب دو تیم در فینال جام در جام اروپا ۱۹۸۲

فینال جام در جام اروپا ۱۹۸۲، رقابت پایانی جام در جام اروپا در سال ۱۹۸۲ میلادی است که مابین دو تیم باشگاه فوتبال بارسلونا و باشگاه فوتبال استاندارد لیژ برگزار شده‌است.
این مسابقه که در تاریخ ۱۲ مه ۱۹۸۲ انجام شده‌است با نتیجه ۲ بر ۱ به سود تیم باشگاه فوتبال بارسلونا به پایان رسید.